# Canoa polo ai Giochi mondiali 2005
Il torneo di canoa polo dei Giochi mondiali 2005 si è tenuto nei giorni 17/18 luglio a Duisburg nel campo di regata detto Regattabahn. Erano ammesse 6 squadre maschili e 6 femminili.

## Formula
La formula era la stessa per entrambe le categorie: si teneva per prima cosa un girone all'italiana la cui classifica determinava le partite successive. Le prime quattro squadre giocavano le semifinali e le finali per il 1º e il 3º posto, le ultime due si giocavano direttamente la finale per il 5°.

## Torneo maschile

### Turno preliminare
|    | Squadre     | Pts | G | V | N | P | GF | GS | DR  |
| -- | ----------- | --- | - | - | - | - | -- | -- | --- |
| 1. | Paesi Bassi | 14  | 5 | 4 | 1 | 0 | 15 | 9  | +6  |
| 2. | Germania    | 11  | 5 | 1 | 4 | 0 | 14 | 9  | +5  |
| 3. | Italia      | 11  | 5 | 2 | 2 | 1 | 13 | 9  | +4  |
| 4. | Regno Unito | 10  | 5 | 2 | 1 | 2 | 11 | 7  | +4  |
| 5. | Francia     | 9   | 5 | 1 | 2 | 2 | 11 | 13 | -2  |
| 6. | Australia   | 5   | 5 | 0 | 0 | 5 | 6  | 23 | -17 |

### Finale 5º/6º posto
- Francia - Australia 4-1

### Semifinali
- Paesi Bassi - Regno Unito 3-2
- Germania - Italia 6-3

### Finali
- Regno Unito - Italia 3-2
- Paesi Bassi - Germania 3-1

### Classifica finale
| Pos. | Squadra     |
| ---- | ----------- |
|      | Paesi Bassi |
|      | Germania    |
|      | Regno Unito |
| 4    | Italia      |
| 5    | Francia     |
| 6    | Australia   |

## Torneo femminile

### Turno preliminare
|    | Squadre       | Pts | G | V | N | P | GF | GS | DR |
| -- | ------------- | --- | - | - | - | - | -- | -- | -- |
| 1. | Germania      | 13  | 5 | 3 | 2 | 0 | 12 | 7  | +5 |
| 2. | Francia       | 11  | 5 | 2 | 2 | 1 | 13 | 13 | 0  |
| 3. | Regno Unito   | 10  | 5 | 2 | 1 | 2 | 17 | 14 | +3 |
| 4. | Giappone      | 10  | 5 | 2 | 1 | 2 | 9  | 8  | +1 |
| 5. | Nuova Zelanda | 10  | 5 | 1 | 3 | 1 | 9  | 10 | -1 |
| 6. | Australia     | 6   | 5 | 0 | 1 | 4 | 9  | 17 | -8 |

### Finale 5º/6º posto
- Nuova Zelanda - Australia 3-1

### Semifinali
- Germania - Giappone 5-3
- Regno Unito - Francia 4-3

### Finali
- Giappone - Francia 3-2
- Germania - Regno Unito 6-5

### Classifica finale
| Pos. | Squadra       |
| ---- | ------------- |
|      | Germania      |
|      | Regno Unito   |
|      | Giappone      |
| 4    | Francia       |
| 5    | Nuova Zelanda |
| 6    | Australia     |